# Cratere Novara
Novara  è un cratere sulla superficie di Marte.